# Paul Diderichsen
Paul Henrik Krag Diderichsen (16. august 1905 i København − 9. oktober 1964 smst) var en dansk sprogforsker, filosof og forfatter. Han udgav værket Elementær dansk grammatik i 1946, som indeholder sætningsskemaet som var Diderichsens vigtigste forskningsbidrag.
Han var bror til Børge Diderichsen.

## Karriere
Paul Diderichsen arbejdede i omtrent 20 år på Ordbog over det Danske Sprog. Han deltog fra 1933 i Lingvistkredsen. Fra 1937 var han ansat på Københavns Universitet og underviste i dansk grammatik. Her blev han professor i 1949. Han deltog i organiseringen af Nordisk Sommeruniversitet fra 1949 og var formand for Dansk Sprognævn 1961-1964. Fra 1962 var han medlem af Det Danske Akademi.
I den sene del af hans karriere fokuserede han på historiske emner som Rasmus Rask og dansk prosa og stil. 